# Pavel Šivic
Pavel Šivic, slovenski skladatelj, pianist in pedagog, * 2. februar 1908, Radovljica, † 31. maj 1995, Ljubljana.

## Življenje
Poleg germanistike na univerzi je študiral tudi na ljubljanskem konservatoriju - kompozicijo pri Slavku Ostercu in klavir pri Janku Ravniku. Študij kompozicije in klavirja je končal leta 1931. Nato se je izpopolnjeval na glasbenem konservatoriju v Pragi iz klavirja (prof. Vilém Kurz) in kompozicije (Josef Suk in Alois Hába). 
Njegov skladateljski slog je izhajal iz neoklasicistične šole Slavka Osterca in praškega modernizma. Poučeval je na ljubljanskem konservatoriju, pozneje pa na Akademiji za glasbo v Ljubljani (1946–1978). Med 2. svetovno vojno je bil najprej v nemškem in italijanskem ujetništvu, potem pa je odšel v partizane. Šivic je bil ena poslednjih vsestranskih glasbenih osebnosti v Sloveniji: skladatelj, pianist, družbeni delavec, predvsem pa izjemno razgledan intelektualec, ki se je umetniško odzival tako na sodobne glasbene tokove kot na družbene probleme svojega časa. Do leta 1960 je sledil tedanjim trendom sodobnega komponističnega sloga, nato pa ustvarjal v konservativnejšem tonu. Bil je dolgoletni glasbeni kritik za časopis Delo in za Radio Slovenija.
Zapustil je bogat opus scenskih del (med drugim pretresljivo opero Cortesova vrnitev po drami Andreja Hienga, opero Samorog po predlogi Gregorja Strniše in baletno glasbo Dogodek v mestu Gogi), številna orkestralna dela (med najvidnejšimi so Medžimursko kolo, Alternacije, Dialogi za oboo in godala, koncerti za klavir, violino in klarinet) ter veliko kantat, zborovska in komorna dela. Posebno mesto med njimi ima glasba za klavir, saj je bil Šivic sam mojster na tem glasbilu. 

## Delo

### Odrsko-glasbena dela
- Oj, ta prešmentana ljubezen, opereta, 1931
- Dogodek v mestu Gogi, balet, 1967
- Cortesova vrnitev, opera v treh dejanjih (po književni predlogi Andreja Hienga), 1971, 20. marec 1974
- Svitanje, opera v enem dejanju (po književni predlogi Branka Šömna), 1979
- Samorog, opera (po književni predlogi Gregorja Strniše), 1981
- Kaznovana radovednost, otroška opera v enem dejanju, 1988
- Hiša iz kart, opera, 1989

### Orkesterska dela
- Divertimento za klavir in orkester, 1949
- Alternations, 1963
- Emotions fugatives, za klavir in orkester, 1969
- Musique concertante, za pozavno in orkester, 1969
- Dialogi, za oboo in godala, 1971
- Klavirski koncert, 1972
- Violinski koncert, 1974
- Reminiscence, 1978–1979
- Koncert za violončelo in orkester, 1981
- Orgelski koncert, 1982
- Koncert za flavto in orkester
- Koncert za flavto in orkester, 1984
- Koncert za trobento in orkester, 1989
- Simfonija triada, 1991

### Vokalna glasba
- Jetnik, za glas in orkester, 1933
- Svečana predigra, za zbor in orkester, 1949
- Rdeči oblaki, za 2 glasova in orkester, 1959
- Požgana vas, kantata za 2 solista, zbor in orkester, 1961
- Zaklinjanja, za mezzosopran ali bariton in orkester, 1965
- Sosredja, za recitatorja in orkester, 1967
- Von Schwelle zu Schwelle, za mezzosopran in godala, 1971
- Gerüchte, za bariton, zbor in komorni ansambel, 1972
- Intima, kantata, 1979
- Težko je natji pravo besedo, kantata, 1985
- Oda vsakdanjosti, 1991

### Komorna glasba
- Sonatina, za violončelo in klavir, 1939
- Istrska suita, za violino in klavir, 1940
- Pihalni trio, 1947
- Sonata, za violino in klavir, 1956
- Interpunkcije, za klarinet, klavir in ksilofon, 1965
- Musique pour 15, 1968
- Preludio, interludio e postludio, za violončelo in klavir, 1969
- Diptih, za flavto, godalni kvartet in tolkala, 1973
- Les caracteres, za flavto in tolkala, 1973
- 3 koncertne skladbe, za oboo in klavir, 1981
- Suita, za altovski saksofon in klavir, 1986

### Klavirska glasba
- Dodekafonska suita, 1937
- Espressivo in burleska, 1940
- Sonata, 1948
- Improvizacije, 1950
- 7 bagatel, 1956
- Monsieur Solfasi pathétique et Madamme Dolare caprisieuse, 1960
- Bodice, 1960
- Premene (Metamorfoze), za 2 klavirja, 1964
- Hommage Arnoldu Schönbergu, 1989

- zborovska glasba, samospevi, glasba za gledališče in film